# Les Gamines explosives
Pour plus de détails, voir Fiche technique et Distribution.
Les Gamines explosives (Where Angels Go, Trouble Follows) est un film américain réalisé par James Neilson, sorti en 1968.
Il s'agit de la suite du film à succès Le Dortoir des anges (The Trouble with Angels, 1966)

## Synopsis
Deux religieuses, la mère supérieure (conservatrice) et la jeune sœur glamour George (progressiste), conduisent un vieux bus déglingué rempli de lycéennes d'une école catholique, St. Francis Academy, à travers le pays pour rejoindre un rassemblement interconfessionnel de jeunes à Santa Barbara (Californie). Un long voyage de 4 830 kilomètres au cours duquel les deux bonnes sœurs montrent la divergence de leur point de vue et doivent faire face aux pitreries de deux élèves rebelles et fauteurs de troubles, Rosabelle et Marvel Anne. Au cours du voyage, le groupe rencontre péripéties et tribulations diverses et variées. Il se retrouve notamment sur le tournage d'un western en plein air et gâche une scène importante, ce qui met l'excentrique réalisateur au bord de l'apoplexie.

## Fiche technique
- Titre français : Les Gamines explosives[1]
- Titre original : Where Angels Go, Trouble Follows
- Réalisation : James Neilson
- Scénario : Blanche Hanalis
- Musique : Bobby Hart, Lalo Schifrin, Tommy Boyce
- Lieu de tournage : Pennsylvanie
- Image : Sam Leavitt
- Montage : Adrienne Fazan
- Société de production : Columbia Pictures, William Frye Productions
- Société de distribution : Columbia Pictures
- Pays de production :  États-Unis
- Langue d'origine : anglais américain
- Format : couleur — 35 mm — 1,85:1 — son : mono
- Genre : comédie loufoque
- Durée : 93 minutes
- Date de sortie : 
  - États-Unis : 10 avril 1968
  - France : 14 mai 1969[1]

## Distribution
- Rosalind Russell : la mère supérieure
- Stella Stevens : sœur George
- Binnie Barnes : sœur Celestine
- Mary Wickes : sœur Clarissa
- Dolores Sutton (en) : sœur Rose-Marie
- Milton Berle : le réalisateur
- Arthur Godfrey : l'évêque
- Van Johnson : frère Chase
- Robert Taylor : M. Farraday
- Susan Saint James : Rosabelle

## Production
- Plusieurs actrices (Rosalind Russell, Mary Wickes, Binnie Barnes, etc.) avaient déjà tenu des rôles semblables dans Le Dortoir des anges (The Trouble with Angels) en 1966. Mary Wickes retrouve d'ailleurs un rôle du même type dans Sister Act en 1992 et dans Sister Act, acte 2 en 1993.

- C'est le dernier film où apparait Robert Taylor.